# Aiguille de la Grande Sassière

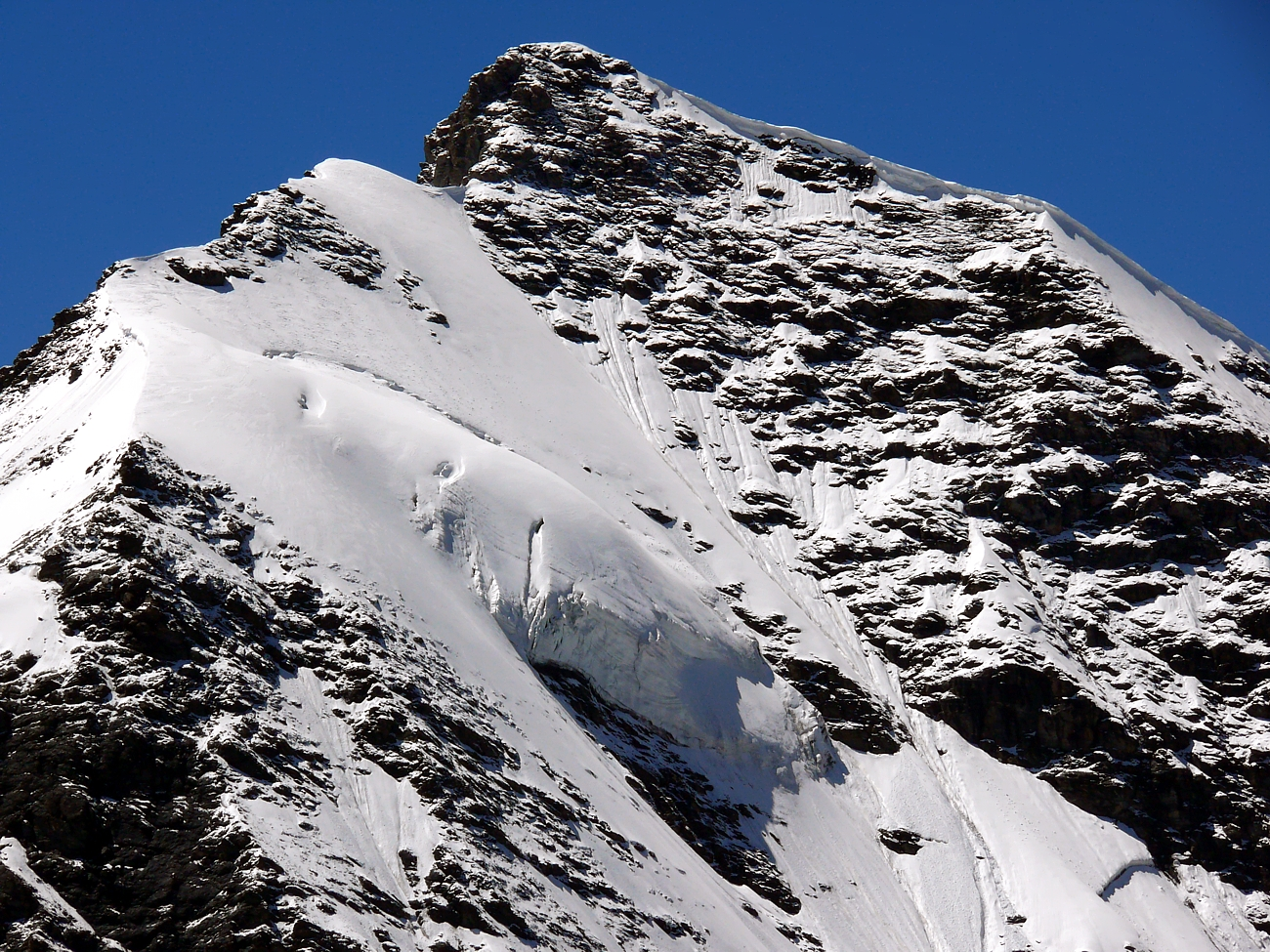
Top van de Grande Sassière

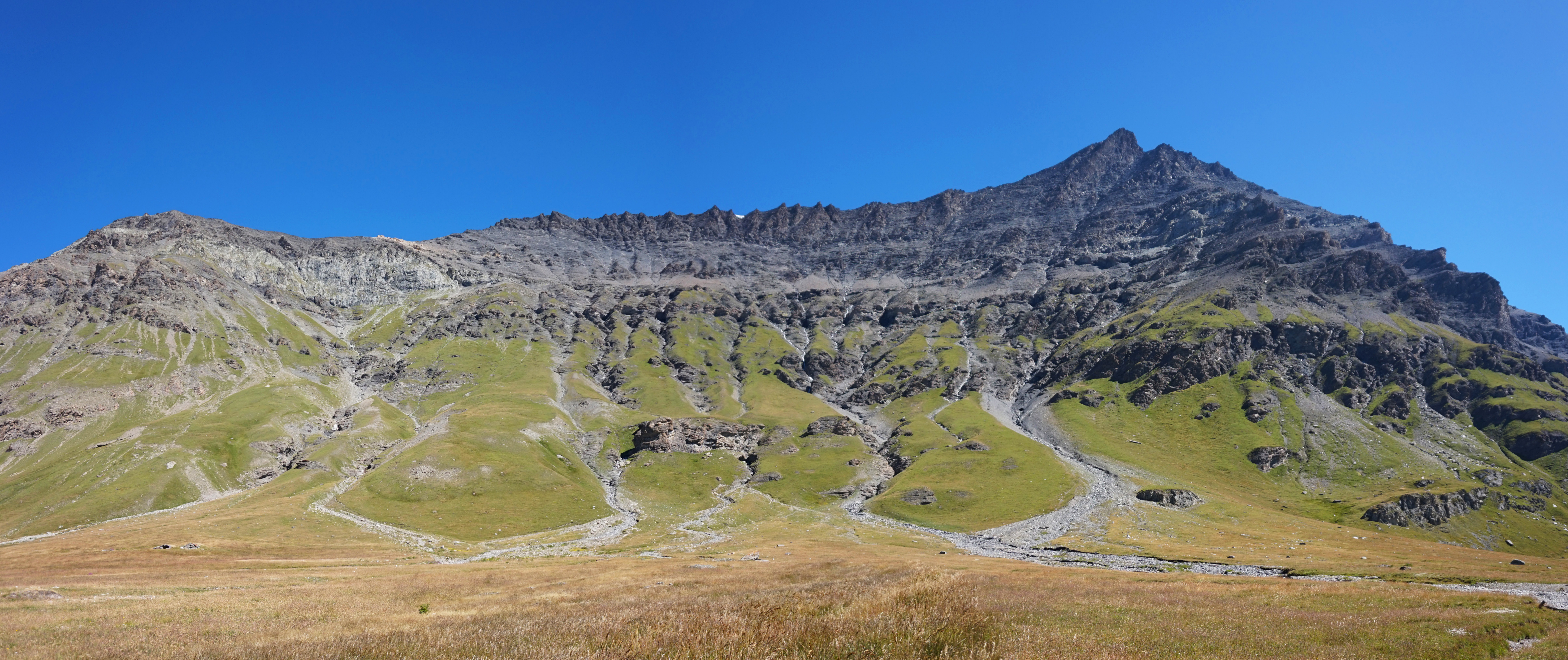
Grande Sassière met de lange westelijke kam vanuit het natuurreservaat

De Aiguille de la Grande Sassière (of gewoonweg Grande Sassière) is een 3747 meter hoge berg op de grens in het Franse departement Savoie. De berg vormt het tweede hoogste punt van de Centrale groep van de Grajische Alpen, een bergmassief dat zich in Frankrijk en Italië (Piëmont) bevindt, na de Pointe de Charbonnel. De top bevindt zich enkele kilometers ten oostnoordoosten Tignes. Op de noordwestflank van de berg bevindt zich de Glacier de la Sassière. Ook op de Italiaanse noordoostflank bevindt zich een uitgestrekte gletsjer (Ghiacciaio di Vaudet). Ten zuiden bevindt zich het natuurreservaat van la Grande Sassière, in een vallei waar zich ook enkele kleinere stuwdammen bevinden.
Zo'n 800 meter noordwaarts bevindt zich de lagere top Aiguille de la Petite Sassière (3672m).